# Bell 214ST

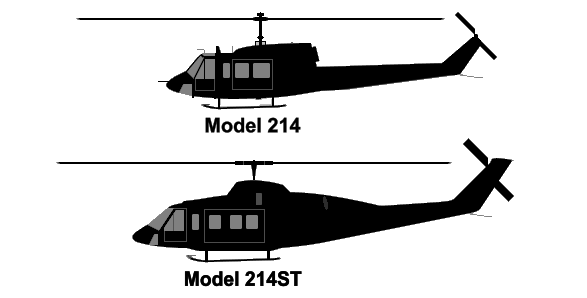
Bell 214 i Bell 214ST

Bell 214ST – dwusilnikowy średni śmigłowiec firmy Bell Helicopter, wywodzący się z rodziny Bell UH-1 Iroquois. Oblatany w Teksasie w lutym 1977 roku, stanowił powiększoną i zmodyfikowaną, dwusilnikową wersję rozwojową modelu Bell 214. W wersji pasażerskiej zdolny do przewozu 16 pasażerów + 2 członków załogi lub 3630 kg ładunku w wersji użytkowej. Opracowany pierwotnie jako Bell 214B BigLifter z myślą o produkcji w Iranie w budowanych przez Textron zakładach w Isfahan (obecnie HESA), w latach 70. Iran zakupił wcześniej od Bella 296 śmigłowców Bell 214A/C i 202 Bell AH-1J SeaCobra. Po rewolucji islamskiej w 1979 produkcję ulokowano w zakładach Bella w Fort Worth, śmigłowiec był sprzedawany bez powodzenia na rynku cywilnym; nowe oznaczenie ST oznaczało początkowo Stretched Twin (dosł. “wydłużony bliźniak”), później Super Transport. Ostatecznie połowa z 96 seryjnych śmigłowców trafiła do Iraku, gdzie pod koniec wojny z Iranem wykorzystywano je do szybkiego przerzutu wojsk lub ewakuacji rannych.

## Użytkownicy

### Wojskowi

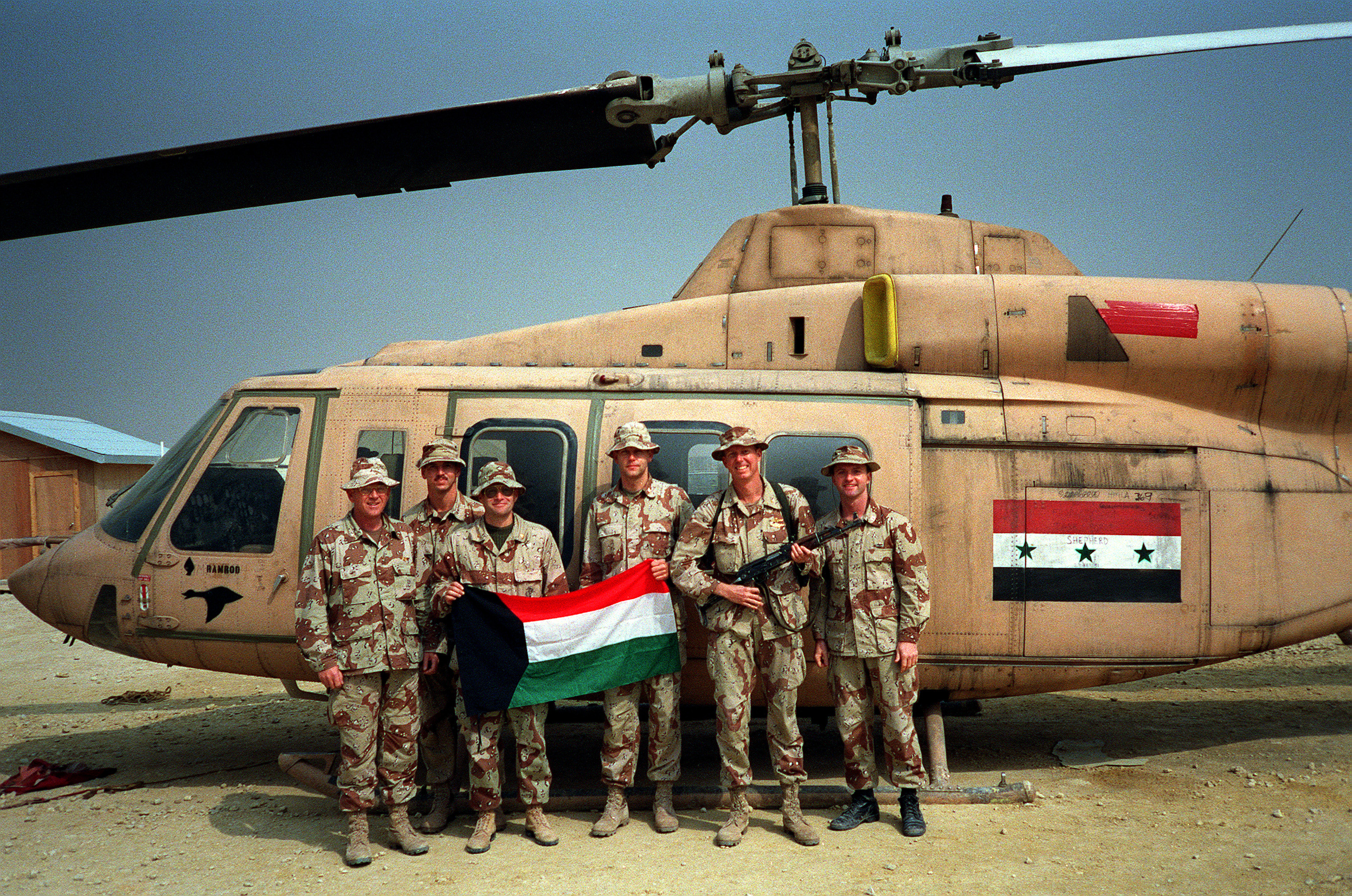
Zdobyczny iracki Bell 214ST w 1991.

Irackie Siły Powietrzne – 48 (wycofane),

 Fuerza Aérea del Perú – 11,

 Tajlandia (marynarka wojenna) – 9,

 Fuerza Aérea Venezolana – 4 (wycofane),

 Brunei – 1

### Cywilni
Bristow Helicopters (Wlk Brytania),

British Caledonian Helicopters (Wlk Brytania),

CHC Helicopter (Kanada, USA, Norwegia),

Presidential Airways (USA)